# Aaron Hall
Aaron Hall (Nueva York, Estados Unidos; 10 de agosto de 1964) es un compositor y cantante estadounidense de soul. Es uno de los miembros del grupo Guy, el cual fue fundado a finales de la década de los ochenta junto con el productor de new jack swing Teddy Riley y el compositor Timmy Gatling, siendo reemplazado por Damion Hall, hermano de Aaron.
En 1988, ellos lanzaron su primer álbum, el cual vendió más de un millón de copias, consiguiendo un disco de platino. Hall cantó en el grupo éxitos como I Like, Groove Me y Piece of my Love.

## Carrera
Aaron Hall nació el 10 de agosto de 1968 en El Bronx, Nueva York, aunque creció en Brooklyn y Roosevelt, Long Island.
Como cantante en solitario, los éxitos de Hall incluyen Don't Be Afraid, número 1 en las listas de R&B, sencillo que fue incluido en la banda sonora de la película Juice en 1992 y el videojuego Grand Theft Auto: San Andreas (2004). La versión original y el remix fue producido por Hank Shocklee de The Bomb Squad, el cual produjo también los trabajos de Public Enemy. I Miss You (1993) alcanzó el segundo puesto en las listas de R&B y el decimocuarto en el Billboard Hot 100, convirtiéndose en su mayor éxito pop.
En la primavera de 1994, Hall grabó Gonna Give it to Ya para la banda sonora de Above the Rim, protagonizada por Tupac Shakur y Duane Martin. En el mismo año también participó en Black Men United con Boyz II Men, Brian McKnight, Tevin Campbell, D'Angelo, R. Kelly, Gerald Levert y su hermano Damion en la canción U Will Know de la banda sonora de Jason's Lyric. Hall también grabó la canción Heaven's Girl con R. Kelly, Ronald Isley y Charlie Wilson en el álbum de Quincy Jones Q's Jook Joint (1996).
La banda Guy se reunió en 2000 lanzando el álbum Guy III, que incluía el modesto éxito Dancin'. En julio de 2005, Hall lanzó su último álbum Adults Only: The Final Album. En 2009 tuvo su propio show titulado Aaron Hall's Dog Rehab.

## Discografía

### Álbumes

#### Con Guy
- Guy (1988)
- The Future (1990)
- Guy III (2000)

#### En solitario
- The Truth (1993)
- Inside of You (1998)
- Adults Only (2005)

### Sencillos

#### Con Guy
1988
- Round and 'Round (Merry-Go-Round of Love) #24 R&B
- Groove Me #4 R&B
- Teddy's Jam #5 R&B

1989
- I Like #70 Pop, #2 R&B
- Spend the Night #15 R&B

1990
- Wanna Get with You #50 Pop, #4 R&B

1991
- Let's Chill #41 Pop, #3 R&B
- Do Me Right #2 R&B
- D-O-G. Me Out #8 R&B

1992
- Let's Stay Together #16 Pop

1999
- Dancin' #22 Pop, 4# R&B

2000
- Why You Wanna Keep Me From My Baby

#### En solitario
| Año                                                  | Título                                                 | Posición en las listas | Posición en las listas | Álbum                                                                     |
| Año                                                  | Título                                                 | USPop                  | USR&B                  | Álbum                                                                     |
| ---------------------------------------------------- | ------------------------------------------------------ | ---------------------- | ---------------------- | ------------------------------------------------------------------------- |
| 1992                                                 | "Don't Be Afraid"                                      | 44                     | 1                      | The Truth y banda sonora de Juice                                         |
| 1992                                                 | "It's Gonna Be Alright" (con Charlie Wilson)           | –                      | –                      | Banda sonora de Boomerang                                                 |
| 1993                                                 | "Get a Little Freaky with Me"                          | –                      | 48                     | The Truth                                                                 |
| 1993                                                 | "Let's Make Love"                                      | –                      | 36                     | The Truth                                                                 |
| 1994                                                 | "I Miss You"                                           | 14                     | 2                      | The Truth                                                                 |
| 1994                                                 | "When You Need Me"                                     | –                      | 30                     | The Truth                                                                 |
| 1995                                                 | "Curiosity"                                            | –                      | 36                     | Dangerous Minds soundtrack                                                |
| 1995                                                 | "Soon as I Get Home" (Remix) (con Faith Evans)         | –                      | –                      | Faith                                                                     |
| 1995                                                 | "Scent of Attraction" (con Patra)                      | –                      | 82                     | Scent of Attraction                                                       |
| 1996                                                 | "Toss It Up" (con Danny Boy, K-Ci & JoJo)              | –                      | 82                     | The Don Killuminati: The 7 Day Theory                                     |
| 1998                                                 | "All The Places (I Will Kiss You)"                     | 26                     | 8                      | Inside of You                                                             |
| 2000                                                 | "Why You Tryin' to Play Me" (con The Notorious B.I.G.) | –                      | –                      | Xtra Large Entertainment Inc (Producido por Derrick Hodge y LeTroy Davis) |
| 2011                                                 | "Bye Baby" (con Nas)                                   | –                      | –                      | Life Is Good                                                              |
| "–" significa que la canción no aparece en la lista. |                                                        |                        |                        |                                                                           |